# لنس!
لنس! (‎انگلیسی: Lance!‎) یک روزنامهٔ ورزشی در برزیل است که نخستین نسخهٔ آن در سال ۱۹۹۷ منتشر شد. دفتر مرکزی این نشریه در ریو دو ژانیرو در کشور برزیل واقع شده‌است. این روزنامه در شهر ریو دو ژانیرو، پایتخت ایالت ریو دو ژانیرو در برزیل، منتشر می‌شود و به عنوان یکی از معتبرترین و پرفروش‌ترین روزنامه‌های ورزشی در برزیل شناخته می‌شود. این روزنامه به صورت روزانه منتشر می‌شود و پوشش گسترده‌ای از ورزش‌های مختلف از جمله فوتبال، والیبال، بسکتبال، فرمول یک و سایر رشته‌های ورزشی را به خوانندگان خود ارائه می‌دهد.